# Charzan
Charzan (arab. خرزان) – wieś w Syrii, w muhafazie Aleppo, w dystrykcie Afrin. W 2004 roku liczyła 70 mieszkańców.